# Costa Allegra
El Costa Allegra va ser un antic vaixell portacontenidors (de nom Johnson Annie), convertit en creuer. Era propietat de Costa Crociere empresa del grup . Carnival Corporation & PLC., el més gran del món dedicat a la promoció de creuers
En el seu moment, va ser el més antic dels creuers de l'empresa italiana després d'haver venut el seu bessó, el Costa Marina, a finals de 2011.

## Història
El 27 de febrer de 2012, es va produir un incendi a la sala de màquines, que va afectar el generador deixant el vaixell a la deriva prop de la Costa de les Seychelles fins que va poder ser remolcat a port El foc va quedar sota control, però el vaixell va quedar sense generador i, per tant, sense electricitat per alimentar el sistemes de control. El vaixell va quedar llavors a la deriva en direcció a les Seychelles. L'accident es va esdevenir en un moment dolent per a l'empresa, ja que va tenir lloc tan sols dos mesos després de la naufragi del Costa Concordia, un altre vaixell de la companyia.
El Costa Allegra va ser remolcat l'endemà al matí pel "Trévignon", un tonyinaire francès propietat de la "Compagnie française du thon océanique", cap a Mahé a les Seychelles. D'acord amb el propietari, tots els passatgers van romandre sans i estalvis.
A finals de 2012, el Costa Allegra va ser portat a terra definitivament a Aliaga (Turquia) per a ser desballestat.